# Acantopsis dialuzona
Acantopsis dialuzona е вид лъчеперка от семейство Cobitidae. Видът е незастрашен от изчезване.

## Разпространение
Разпространен е в Индонезия (Калимантан, Суматра и Ява), Малайзия (Западна Малайзия и Саравак) и Тайланд.

## Описание
На дължина достигат до 25 cm.